# Dennis Rommedahl
Dennis Rommedahl (ur. 22 lipca 1978 w Kopenhadze) – duński piłkarz grający na pozycji napastnika.
Rommedahl zaczął swoją karierę w 1995, podpisując zawodowy kontrakt z klubem Lyngby BK grającym w duńskim Superligaen. Dwa lata później, w 1997, poczynił znaczny krok w swojej karierze i przeszedł do holenderskiego PSV Eindhoven, jednak włodarze „drużyny Philipsa” nie zaufali umiejętnościom młodego Duńczyka i na sezon 1997/1998 został wypożyczony do słabszej drużyny RKC Waalwijk. Powrócił do Eindhoven w 1998, a pogrążającymi obronę każdego rywala rajdami skrzydłem i skuteczną grą w pomocy przekonał sztab PSV, iż nie warto go nigdzie indziej wypożyczać. Gdy z klubem z Eindhoven wygrał Eredivisie, był przez media łączony z niesamowicie wysokim transferem do jednego z klubów włoskich, ale okazało się to plotką i Rommedahl pozostał w PSV jeszcze na sześć lat.
Gdy Morten Olsen przejął w 2000 stanowisko trenera reprezentacji Danii, natychmiast powołał Dennisa do kadry aby już w sierpniu zadebiutował w drużynie. Niezłomny piłkarz zagrał potem 38 meczów dla reprezentacji z rzędu, włączając w to mecze Duńczyków na MŚ 2002, gdzie strzelił zwycięską bramkę przeciw Francuzom i Euro 2004.
Po EURO napastnik zmienił PSV na angielski Charlton Athletic, odrzucając ofertę Tottenhamu i podpisując czteroletni kontrakt. W pierwszym sezonie głównie siedział na ławce, jednak w następnych stał się podporą drużyny z przedmieść Londynu i piął się razem z nią w górę tabeli. W sezonie 2006/2007 Charlton spadł z ligi.
20 lipca 2007 Rommedahl podpisał kontrakt z Ajaksem, w którym ma zastąpić Ryana Babela, który odszedł do Liverpoolu. Ajax zapłacił za Duńczyka 680 tysięcy funtów. W styczniu 2009 został wypożyczony do NEC Nijmegen, po czym latem powrócił do Amsterdamu. 14 lipca 2010 roku na zasadzie wolnego transferu przeszedł do Olympiakosu. W 2011 roku wywalczył mistrzostwo Grecji, a następnie wrócił do Danii i został zawodnikiem Brøndby IF.